# Metuzalém
Jméno Metuzalém (hebrejsky vlastně Metúšelach, מְתוּשֶׁלַח / מְתוּשָׁלַח‎ , jak je i v moderních překladech, starší překlady ale užívají pořečtěnou variantu) je jméno jednoho z deseti patriarchů, které uvádí První kniha Mojžíšova (Genesis) v kapitole páté: Adam, Šét, Enóš, Kénan, Mahalalel, Jered, Henoch, Metúšelach, Lámech a Noe. Každý z nich podle bible dosáhl velmi vysokého věku (až devět set let), nejvyššího však právě Metuzalém — 969 let.
Patriarcha je zmiňován v knize Genesis, v pasáži 5,18–27:
| „ | Ve věku sto šedesáti dvou let zplodil Jered Henocha. Po zplození Henocha žil Jered osm set let a zplodil syny a dcery. A chodil Henoch s Bohem po zplození Metúšelacha tři sta let a zplodil syny a dcery. Všech dnů Henochových bylo tři sta šedesát pět let. I chodil Henoch s Bohem. A nebylo ho, neboť ho Bůh vzal. Ve věku sto osmdesáti sedmi let zplodil Metúšelach Lámecha. Po zplození Lámecha žil Metúšelach sedm set osmdesát dvě léta a zplodil syny a dcery. Všech dnů Metúšelachových bylo devět set šedesát devět let, a umřel. | “ |

(citováno podle českého ekumenického překladu)
Jak vidno z textu, Metuzalém nehraje v biblických příbězích ani v mimobiblických pramenech, v nichž je zmiňován (např. 1. kniha Henochova, některé kabalistické texty), žádnou podstatnější úlohu.
Jako vysoký věk všech ostatních patriarchů je i Metuzalémovo stáří patrně důsledkem písařské či překladatelské chyby — v textu byly asi zaměněny roky za měsíce (existují i další možná vysvětlení, jako špatný přepis číslic). V takovém případě by se byl patriarcha ve skutečnosti dožil téměř 81 let, tedy na svou dobu úctyhodného stáří (a svého prvního syna by zplodil v sedmnácti letech — i to je možné). Tradicionalisté se ale pokoušejí vysvětlit vysoké číslo teologicky. Snaha o přepočet věku 969 na 81 ale nebere v úvahu text Genesis 6:3 (Hospodin však řekl: "Můj duch se nebude člověkem věčně zaneprazdňovat. Vždyť je jen tělo. Ať je jeho dnů sto dvacet let"). Snížení lidského věku na max. 120 (v souvislosti s nespokojeností s lidmi těsně před potopou) by nedávalo smysl, kdyby se do té doby lidé stejně víc nedožívali. V češtině (i v dalších jazycích) se používá úsloví „starý jako Metuzalém“ pro vyjádření výjimečně vysokého věku. Ve společnosti se už rozšířilo i chybné rčení „starý jako Jeruzalém“, stejně jako „starý jako Jetuzalém“, které je originálním spojením obou přísloví dohromady.